# Lista över fornlämningar i Falköpings kommun (Yllestad)
Lista över fornlämningar i Falköpings kommun (Yllestad) är en förteckning av ett urval av de fornlämningar som finns i Yllestad i Falköpings kommun.
| Namn                   | Lämningstyp    | Tillkomsttid | Historisk indelning     | Plats | Läge                 | ID-nr          | Bild                                 |
| ---------------------- | -------------- | ------------ | ----------------------- | ----- | -------------------- | -------------- | ------------------------------------ |
| Yllestad 1:1           | Stensättning   |              | Yllestad, Västergötland |       | 58.010520, 13.775041 | 10210200010001 | Ladda upp en bild av detta fornminne |
| Yllestad 2:1           | Minnesmärke    |              | Yllestad, Västergötland |       | 58.020049, 13.738216 | 10210200020001 | Ladda upp en bild av detta fornminne |
| Yllestad 3:1           | Stensättning   |              | Yllestad, Västergötland |       | 58.057154, 13.759604 | 10210200030001 | Ladda upp en bild av detta fornminne |
| Yllestad 4:1           | Hög            |              | Yllestad, Västergötland |       | 58.057309, 13.752585 | 10210200040001 | Ladda upp en bild av detta fornminne |
| Yllestad 5:1           | Stensättning   |              | Yllestad, Västergötland |       | 58.057946, 13.756813 | 10210200050001 | Ladda upp en bild av detta fornminne |
| Skansen (Yllestad 6:1) | Stensättning   |              | Yllestad, Västergötland |       | 58.064074, 13.763532 | 10210200060001 | Ladda upp en bild av detta fornminne |
| Yllestad 7:1           | Stensättning   |              | Yllestad, Västergötland |       | 58.064526, 13.742574 | 10210200070001 | Ladda upp en bild av detta fornminne |
| Yllestad 8:1           | Stensättning   |              | Yllestad, Västergötland |       | 58.066188, 13.745484 | 10210200080001 | Ladda upp en bild av detta fornminne |
| Yllestad 8:2           | Stensättning   |              | Yllestad, Västergötland |       | 58.066102, 13.745633 | 10210200080002 | Ladda upp en bild av detta fornminne |
| Yllestad 9:1           | Stensättning   |              | Yllestad, Västergötland |       | 58.061867, 13.745947 | 10210200090001 | Ladda upp en bild av detta fornminne |
| Yllestad 10:1          | Stensättning   |              | Yllestad, Västergötland |       | 58.060754, 13.730103 | 10210200100001 | Ladda upp en bild av detta fornminne |
| Yllestad 10:2          | Stensättning   |              | Yllestad, Västergötland |       | 58.060648, 13.730270 | 10210200100002 | Ladda upp en bild av detta fornminne |
| Yllestad 11:1          | Stensättning   |              | Yllestad, Västergötland |       | 58.043480, 13.754878 | 10210200110001 | Ladda upp en bild av detta fornminne |
| Yllestad 12:1          | Stensättning   |              | Yllestad, Västergötland |       | 58.041813, 13.750253 | 10210200120001 | Ladda upp en bild av detta fornminne |
| Yllestad 13:1          | Stensättning   |              | Yllestad, Västergötland |       | 58.049649, 13.746391 | 10210200130001 | Ladda upp en bild av detta fornminne |
| Yllestad 14:1          | Stensättning   |              | Yllestad, Västergötland |       | 58.055494, 13.725391 | 10210200140001 | Ladda upp en bild av detta fornminne |
| Yllestad 15:1          | Stensättning   |              | Yllestad, Västergötland |       | 58.048341, 13.708884 | 10210200150001 | Ladda upp en bild av detta fornminne |
| Yllestad 17:1          | Stensättning   |              | Yllestad, Västergötland |       | 58.051058, 13.704451 | 10210200170001 | Ladda upp en bild av detta fornminne |
| Yllestad 18:1          | Stensättning   |              | Yllestad, Västergötland |       | 58.070654, 13.723477 | 10210200180001 | Ladda upp en bild av detta fornminne |
| Yllestad 18:2          | Stensättning   |              | Yllestad, Västergötland |       | 58.070554, 13.723588 | 10210200180002 | Ladda upp en bild av detta fornminne |
| Yllestad 20:1          | Stensättning   |              | Yllestad, Västergötland |       | 58.072893, 13.714919 | 10210200200001 | Ladda upp en bild av detta fornminne |
| Yllestad 21:1          | Stenkammargrav |              | Yllestad, Västergötland |       | 58.072647, 13.715685 | 10210200210001 | Ladda upp en bild av detta fornminne |
| Yllestad 22:1          | Stenkrets      |              | Yllestad, Västergötland |       | 58.068314, 13.712390 | 10210200220001 | Ladda upp en bild av detta fornminne |
| Yllestad 23:1          | Stensättning   |              | Yllestad, Västergötland |       | 58.071035, 13.709064 | 10210200230001 | Ladda upp en bild av detta fornminne |
| Yllestad 24:1          | Stensättning   |              | Yllestad, Västergötland |       | 58.070538, 13.713123 | 10210200240001 | Ladda upp en bild av detta fornminne |
| Yllestad 25:1          | Hällristning   |              | Yllestad, Västergötland |       | 58.061861, 13.764531 | 10210200250001 | Ladda upp en bild av detta fornminne |
| Yllestad 26:1          | Stensättning   |              | Yllestad, Västergötland |       | 58.056524, 13.690740 | 10210200260001 | Ladda upp en bild av detta fornminne |
| Yllestad 27:1          | Stensättning   |              | Yllestad, Västergötland |       | 58.069571, 13.749775 | 10210200270001 | Ladda upp en bild av detta fornminne |
| Yllestad 28:1          | Stensättning   |              | Yllestad, Västergötland |       | 58.074603, 13.747679 | 10210200280001 | Ladda upp en bild av detta fornminne |
| Yllestad 40:1          | Hällristning   |              | Yllestad, Västergötland |       | 58.068775, 13.705756 | 10210200400001 | Ladda upp en bild av detta fornminne |
| Yllestad 40:2          | Hällristning   |              | Yllestad, Västergötland |       | 58.068417, 13.705987 | 10210200400002 | Ladda upp en bild av detta fornminne |
| Yllestad 42:1          | Stensättning   |              | Yllestad, Västergötland |       | 58.059586, 13.726366 | 10210200420001 | Ladda upp en bild av detta fornminne |
| Yllestad 46:1          | Hällristning   |              | Yllestad, Västergötland |       | 58.068577, 13.755026 | 10210200460001 | Ladda upp en bild av detta fornminne |
| Yllestad 50:1          | Stensättning   |              | Yllestad, Västergötland |       | 58.055305, 13.764741 | 10210200500001 | Ladda upp en bild av detta fornminne |
| Yllestad 53:1          | Stensättning   |              | Yllestad, Västergötland |       | 58.040462, 13.695051 | 10210200530001 | Ladda upp en bild av detta fornminne |
| Yllestad 68:1          | Gravfält       |              | Yllestad, Västergötland |       | 58.061453, 13.744752 | 10210200680001 | Ladda upp en bild av detta fornminne |